# Matrix (protokoll)
A Matrix egy nyílt szabványú valós idejű kommunikációs eljárás, ami általánosan lehetővé teszi a számítógépek közötti adatcserét egy elosztott rendszerekből álló számítógépes hálózaton, vagy ennek leggyakrabban alkalmazott részhalmazaként lehetővé teszi a valós idejű csevegést. Tervezésének alapelve, hogy lehetővé tegye a különböző szolgáltatókat használó felhasználók közötti csevegést, hang- és videokommunikációt úgy, hogy a felhasználó ugyanazt az állapotot látja függetlenül attól, hogy a hálózatra hol csatlakozott; hasonlítható egy valós idejű email szolgáltatáshoz, ami változatos tartalmú üzeneteket juttat el egy vagy több címzetthez.
Műszakilag egy alkalmazási rétegbeli kommunikációs protokoll, ami valós idejű föderált (federated) üzenettovábbítást végez; tekinthető egy elosztott JSON adatbázisnak is. A kiszolgálókat HTTP REST API-n keresztül lehet elérni és az üzenetek tartalma JSON formában kerül megadásra. A szabványos webszolgáltatásokkal WebRTC segítségével tud kapcsolatot tartani, így segítve a böngészőkben futó alkalmazások közötti kapcsolattartást.

## Története
Az eredeti projektet az Amdocs cégen belül indították, ahol a belső egységesített kommunikációs rendszert Matthew Hodgson és Amandine La Pape kezdte fejleszteni és a cég fedezte a fejlesztés költségeit 2014 és 2017 októbere között. A Matrix megnyerte a 2014-es WebRTC Conference innovációs első díját illetve a „show legjobbja” díjat 2015-ben. 2014-től kezdve sok észrevétel érkezett, felhívva a figyelmet a hasonló próbálkozásokra (mint az XMPP vagy az IRCv3) és a lehetséges műszaki és politikai nehézségekre. 2015-ben az Amdocs alvállalataként létrejött a Vector Creations, Ltd. nevű cég és a fejlesztők itt folytatták munkájukat.
2017 júliusában az Amdocs jelezte, hogy nem támogatja tovább a projektet és a fejlesztőcsapat megalapította az angol New Vector céget, melynek fő célja a Matrix és a Riot fejlesztése volt. A cég számos formában lehetővé tette a támogatást, és a kezdeti időszak videós beszámolóiból fokozatosan kialakult az „elmúlt hét a Mátrixban” hírfolyam és az ehhez kapcsolódó rendszeres videóbeszámolók. A cég bevételeit konzultációs szolgáltatásokból és Matrix-kiszolgálók előfizetés-alapú hosztingjából („modular.im” néven) szerezte.
2018 áprilisában a francia kormányzat bejelentette, hogy a kommunikációs platformjuknak a Matrix-ot fogják használni. A részben testreszabott saját változatukat Tschap néven (Claude Chappe francia tudós előtt tisztelegve) 2018 elejétől kezdve fejlesztik és tették szabadon elérhetővé.
2018 októberében létrejött a „Matrix.org Alapítvány”, egy angliai bázisú nonprofit szervezet, melynek feladata a nyílt Matrix protokoll független gondozása.
2019 februárban a KDE közösség bejelentette, hogy a Matrix hálózatát használják a decentralizált kommunikációjukra az alternatívák (Telegram, Slack és Discord) helyett, valamint kiszolgálóik vezérlésére.
2019 júniusban megjelent a Matrix protokoll 1.0 változata, mely a protokoll stabilitását jelezte. Ez a változat már használható külső fejlesztések céljaira is. Ez egyben a „reference server” Synapse programnak is az első „stabil” változatát jelentette.
2019 októberében a New Vector további 8.5 millió dollárral növelte a fejlesztésre szánható összeget bevételeiből.
2019 decemberében a német Védelmi Minisztérium bejelentett egy pilot projektet ami a Matrix protokollra, a Synapse kiszolgálóra és a Riot alkalmazásra épülve tenné lehetővé a minisztériumok és hivatalok közötti biztonságos kommunikációt a francia Tschap projekt eredményeire építve.
2019 decemberében a Mozilla bejelentette hogy az IRC hálózat helyett a Matrix lesz a közösségük és fejlesztőik hivatalos kommunikációs felülete. Az átállás 2020 januárjára megtörtént.

## Kliensek
A hivatalos (referencia) kliens a web-alapú Riot, ami a legteljesebb funkcionalitással bíró alkalmazás, amin át a Matrix elérhető. (A Riot-nak létezik desktop változata is, mely a webes program electron környezetben futó változata.) Ezen kívül számos asztali gépes kliens létezik, többé-kevésbé használatra alkalmas állapotban. Mobilos kliensekből Android rendszereken a Riot.im a régebbi kliens, mely régebbi technológiákra épül, de részletesebb támogatást biztosít, míg a folyamatosan fejlődő RiotX kliens kevesebb funkciót, de jelentősen stabilabban támogat. Az IOS szintén a Riot.im klienst támogatja.

## Kiszolgálók
A fő referencia kiszolgáló a Python nyelven írt Synapse, mely a többi alkalmazáshoz hasonlóan nyílt forráskódú. Ezen kívül fejlesztés alatt áll több másik is (pl. Dendrite, Construct, Ruma), de ezek jelenleg (2020 április) nem alkalmasak az éles használatra.